# Джупітер-Інлет-Колоні (Флорида)
Джупітер-Інлет-Колоні (англ. Jupiter Inlet Colony) — місто (англ. town) в США, в окрузі Палм-Біч штату Флорида. Населення — 405 осіб (2020).

## Географія
Джупітер-Інлет-Колоні розташований за координатами 26°56′53″ пн. ш. 80°4′31″ зх. д. / 26.94806° пн. ш. 80.07528° зх. д. (26.947962, -80.075174).  За даними Бюро перепису населення США в 2010 році місто мало площу 0,55 км², з яких 0,44 км² — суходіл та 0,11 км² — водойми.

## Демографія
Згідно з переписом 2010 року, у місті мешкало 400 осіб у 181 домогосподарстві у складі 130 родин. Густота населення становила 722 особи/км².  Було 236 помешкань (426/км²).
Расовий склад населення:
| - 95,5 % — білих - 0,8 % — азіатів |

До двох чи більше рас належало 3,5 %. Частка іспаномовних становила 1,3 % від усіх жителів.
За віковим діапазоном населення розподілялося таким чином: 17,5 % — особи молодші 18 років, 45,2 % — особи у віці 18—64 років, 37,3 % — особи у віці 65 років та старші. Медіана віку мешканця становила 56,7 року. На 100 осіб жіночої статі у місті припадало 88,7 чоловіків;  на 100 жінок у віці від 18 років та старших — 86,4 чоловіків також старших 18 років.
Середній дохід на одне домашнє господарство  становив 248 955 доларів США (медіана — 133 750), а середній дохід на одну сім'ю — 290 578 доларів (медіана — 159 792). За межею бідності перебувало 4,4 % осіб, у тому числі 6,8 % дітей у віці до 18 років та 0,8 % осіб у віці 65 років та старших.
Цивільне працевлаштоване населення становило 139 осіб. Основні галузі зайнятості: освіта, охорона здоров'я та соціальна допомога — 24,5 %, виробництво — 15,1 %, фінанси, страхування та нерухомість — 14,4 %.